# باندیکوت کوتوله آرفاک
باندیکوت کوتوله آرفاک (نام علمی: Microperoryctes aplini) نام یک گونه از سرده باندیکوت موشی گینه نو است.